# Aritz Borda
Aritz Borda Etxezarreta (Lasarte-Oria, Guipúzcoa, 3 de enero de 1985) es futbolista español que jugó en el Real Unión Club, en el puesto de defensa central.

## Carrera Futbolística
Aritz comienza en el mundo del fútbol jugando en el equipo de su ikastola (colegio) Santo Tomas Lizeoa, para pasar en 2002 a la cantera de la Real Sociedad, donde en la temporada 2004-2005 permanece media temporada en el U.P.V.-Vasconia (entonces 2ª filial txuri-urdin) para disputar el tramo final de la temporada en la R.Sociedad "B" en 2ªB. En las tres temporadas que permanece en el Sanse (nombre coloquial del filial donostiarra) coincide con jugadores como Manu García, Jagoba Beobide y Dani Estrada.
En la temporada 2007-2008 marcha en calidad de cedido al Real Unión donde no cuenta en exceso en los planes de Iñaki Alonso. A su regreso de la cesión, la Real Sociedad no renueva su contrato y es fichado por el Bilbao Athletic donde permanece dos temporadas.
En la temporada 2010-2011 recala en el C.D. Mirandés donde cuaja una magnífica temporada que le sirve para llamar la atención de diversos conjuntos de 2ªDivisión. Finalmente el R.C. Recreativo de Huelva se hace con sus servicios para dos temporadas, pero tras una temporada donde no se termina de asentar en el once titular hasta el final de la temporada (coincidiendo con la salida del entrenador Álvaro Cervera al Racing de Santander) abandona el Decano.
Su nuevo equipo fue el APOEL Nicosia F.C. de la Primera División de Chipre con el cual disputa la Champions League (siendo eliminado por el Real Madrid C. F. en cuartos en la temporada 2011-2012) y la ronda previa de la Europa League (siendo eliminado por P.F.C. Neftchi Bakú azerbayano en la temporada 2012-2013).
En verano 2014 abandona el equipo chipriota ficha por el Muangthong United F.C. de Tailandia, aunque en el mercado invernal regresa a España para tomar parte de las Sesiones AFE para futbolistas en paro. Su participación tiene éxito y obtiene un contrato hasta final de temporada con el Rapid Bucarest de la Liga I.
Terminado su contrato en junio de 2015 ficha por el Deportivo Alavés, lo que supone su regreso a la 2ªDivisión. En esta temporada, logra el ascenso a la 1ª División.
En junio de 2016 se desvincula del Deportivo Alavés para fichar por el Western Sydney Wanderers F.C. de la primera división australiana.

## Estadísticas
| Temporada   | Club                                   | División                   | Partidos | Goles |
| ----------- | -------------------------------------- | -------------------------- | -------- | ----- |
| 2004 - 2005 | Universidad del País Vasco             | Honor Regional (Guipúzcoa) | -        | -     |
| 2004 - 2005 | R.Sociedad "B"                         | 2ªB                        | 5        | 0     |
| 2005 - 2006 | R.Sociedad "B"                         | 2ªB                        | 26       | 0     |
| 2006 - 2007 | R.Sociedad "B"                         | 2ªB                        | 26       | 3     |
| 2007 - 2008 | Real Unión                             | 2ªB                        | 16       | 0     |
| 2008 - 2009 | Bilbao Athletic                        | 2ªB                        | 24       | 3     |
| 2009 - 2010 | Bilbao Athletic                        | 2ªB                        | 33       | 3     |
| 2010 - 2011 | C.D. Mirandés                          | 2ªB                        | 32       | 2     |
| 2011 - 2012 | R.C. Recreativo de Huelva              | 2.ª                        | 25       | 2     |
| 2012 - 2014 | APOEL Nicosia F.C.                     | 1ª (Chipre)                | -        | -     |
| 2014 - 2015 | Muangthong United F.C.                 | Premier (Tailandia)        | -        | -     |
| 2014 - 2015 | Rapid Bucarest                         | Liga I                     | -        | -     |
| 2015 - 2016 | Deportivo Alavés                       | 2.ª                        | 11       | 0     |
| 2016 - 2017 | Western Sydney Wanderers Football Club | A-League                   | -        | -     |
| 2017 - 2019 | Burgos Club de Fútbol                  | 2ªB                        | 62       | 1     |
| 2019 - 2021 | Real Unión                             | 2ªB                        | 19       | 0     |